# 1-hidroksikarotenoid 3,4-desaturaza
1-hidroksikarotenoid 3,4-desaturaza (EC 1.3.99.27, CrtD, hidroksineurosporenska desaturaza, karotenoidna 3,4-dehidrogenaza, 1-hidroksi-karotenoidna 3,4-dehidrogenaza) je enzim sa sistematskim imenom 1-hidroksi-1,2-dihidrolikopen:akceptor oksidoreduktaza. Ovaj enzim katalizuje sledeću hemijsku reakciju
1-hidroksi-1,2-dihidrolikopen + akceptor {\displaystyle \rightleftharpoons } 1-hidroksi-3,4-didehidro-1,2-dihidrolikopen + redukovani akceptor
Ovi enzimi iz Rubrivivax gelatinosus i Rhodobacter sphaeroides preferentno deluju na aciklične karotenoide (npr. 1-hidroksi-1,2-dihidroneurosporen, 1-hidroksi-1,2-dihidrolikopen). Brzina konverzije za 3,4-desaturaciju monocikličnog 1'-hidroksi-1',2'-dihidro-gama-karotena je niža.

## Literatura
- Nicholas C. Price; Lewis Stevens (1999). Fundamentals of Enzymology: The Cell and Molecular Biology of Catalytic Proteins (Third изд.). USA: Oxford University Press. ISBN 019850229X.
- Eric J. Toone (2006). Advances in Enzymology and Related Areas of Molecular Biology, Protein Evolution (Volume 75 изд.). Wiley-Interscience. ISBN 0471205036.
- Branden C; Tooze J. Introduction to Protein Structure. New York, NY: Garland Publishing. ISBN 0-8153-2305-0.
- Irwin H. Segel. Enzyme Kinetics: Behavior and Analysis of Rapid Equilibrium and Steady-State Enzyme Systems (Book 44 изд.). Wiley Classics Library. ISBN 0471303097.

## Spoljašnje veze
- 1-hydroxycarotenoid+3,4-desaturase на 